# Tormenta tropical Arthur (2008)
La Tormenta Tropical Arthur fue la primera tormenta tropical formada en el mes de mayo desde 1981, y el primer ciclón tropical de la Temporada de huracanes del Atlántico de 2008, se originó de la actividad tropical registrada en el Caribe occidental debido a los remanentes de la Tormenta Tropical Alma del océano Pacífico y a dos ondas tropicales. El sistema se organizó rápidamente alcanzando la categoría de Tormenta tropical y recibiendo el nombre de Arthur el 31 de mayo frente a las costas de Belice. El 1 de junio al perder fuerza se degradó a Depresión Tropical, disipándose al siguiente día.

## Historia meteorológica

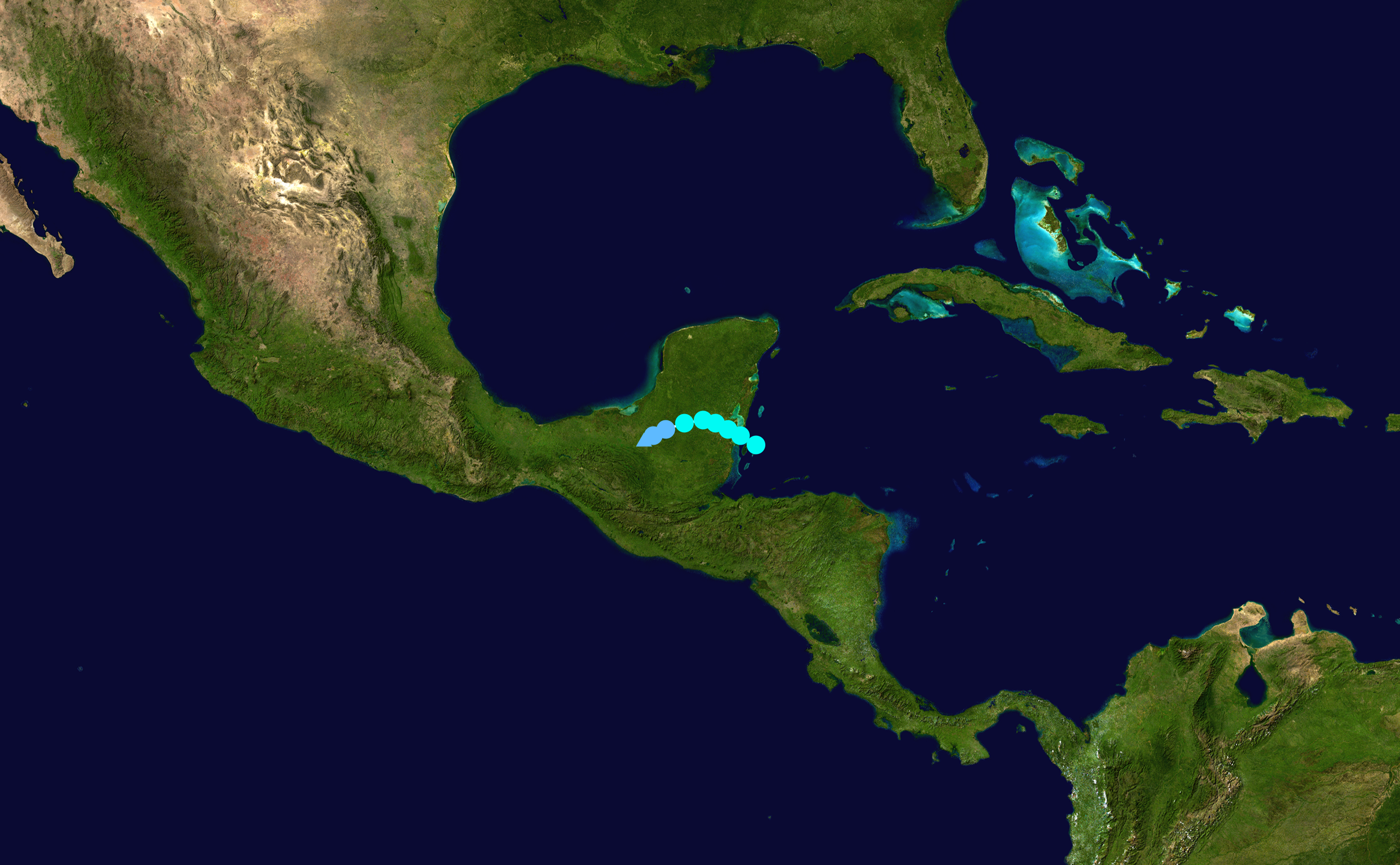
Trayectoria de la Tormenta tropical Arthur.

El 29 de mayo el Caribe occidental se volvió tropicalmente activo debido a la presencia de dos ondas tropicales y a la tormenta tropical Alma, localizada en el océano Pacífico, frente a Nicaragua y Honduras; todo ello generó un sistema de baja presión y líneas de convección. El 31 de mayo los remanente de Alma se situaron a lo largo de las costas de Belice como un sistema de baja presión registrando 1005 mb, hacia mediodía, basándose en imágenes satelitales del Centro Nacional de Huracanes y el reporte de vientos sostenidos con intensidad de tormenta tropical, el sistema fue oficialmente nombrado Tormenta tropical Arthur y localizándose a 72 kilómetros al norte-noroeste de la Ciudad de Belice. Arthur comenzó a moverse hacia el oeste-noroeste a una velocidad de trece kilómetros por hora con una presión mínima central de 1005 mb y vientos máximos sostenidos de 65 km/h. Inicialmente estos vientos se concentraron sobre mar abierto al este y noroeste del centro del sistema. Al formarse prácticamente sobre la costa de Belice, la tormenta tropical tocó tierra inmediatamente moviéndose sobre ella, no teniendo por ello posibilidades de incrementar su intencidad, pero manteniéndose organizada. Temprano el 1 de junio el centro era difícil de identificar debido a la pérdida de organización del sistema después de mantenerse 24 horas sobre tierra, sin embargo permanecía con categoría de Tormenta tropical hasta las 10:00 Tiempo del Centro en que fue oficialmente degradada a Depresión tropical.

## Preparativos e impacto
A las 12:00 Tiempo del Centro de México el gobierno de México emitió un aviso de tormenta tropical para toda su costa en el mar Caribe, desde el Cabo Catoche hasta la frontera con Belice, es decir en todo el estado de Quintana Roo, por su parte el gobierno de Belice emitió una alerta similar para todas sus costas. México también activó sus sistemas de vigilancia para el Golfo de México al esperarse que Arthur atraviece la península de Yucatán y llegue a las aguas del golfo, lo cual provocaría intensas lluvias en los estados de Tabasco y Veracruz.
A las 5:00 p. m. Tiempo del Este, 4:00 p. m. Tiempo del Centro de México, el Centro Nacional de Huracanes informó que Arthur se encontraba sobre tierra en la península de Yucatán, moviéndose en dirección oeste a 11 km/h y vientos máximos sostenidos de 65 km/h. Ante ello el gobierno del estado de Quintana Roo declaró la alerta naranja en todo el territorio estatal, considerando que las comunidades más afectadas por la tormenta serán Kohunlinch, Nicolás Bravo, Tres Garantías, así como las ubicadas en la Rivera del río Hondo, todas ellas en el municipio de Othón P. Blanco en el extremo sur del estado. Además se han cerrado los puertos de Isla Mujeres, Cozumel y Chetumal.